# Ochetostoma manjuyodense
Ochetostoma manjuyodense is een lepelworm uit de familie Thalassematidae.
De wetenschappelijke naam van de soort werd in 1905 gepubliceerd door Ikeda.